# Dysdera granulata
Dysdera granulata är en spindelart som beskrevs av Kulczynski 1897. Dysdera granulata ingår i släktet Dysdera och familjen ringögonspindlar. Inga underarter finns listade i Catalogue of Life.